# Антіохос Евангелатос
Антіохос Евангелатос (грец. Αντίοχος Ευαγγελάτος, 25 грудня 1903 — 17 грудня 1981, Афіни) — грецький композитор і диригент.

## Біографія
Антіохос Евангелатос народився в Ліксурі, острів Кефалонія, 25 грудня 1903 року. Він здобув академічну музичну освіту як композитор і диригент в Лейпцигу, Базелі і Відні з Людвігом Кофлером і Феліксом Вайнгартнером. З 1933 року викладав у Грецькій консерваторії в Афінах. 1957 року обраний президентом Союзу грецьких композиторів, замінивши на цій посаді Маноліса Каломіріса.
Творчість Антіохоса Евангелатоса композиційно заснована на народній грецькій музиці, її романтичному стилі, контрапункті. Як диригенту, йому довіряли виконання найвідповідальніших вторів, зокрема Моцарта в Греції, а також багатьох новогрецьких композиторів, зокрема Спірідона Самараса, Діонісіоса Лавранґаса. Серед учнів Антіохоса Евангелатоса багато відомих музикантів: Дімітріос Даперголас, Ставрос Соломов і Елені Караіндру.
Антіохос Евангелатос помер 17 грудня 1981 в Афінах.